# Hannah Trotter
Hannah Trotter (2 de noviembre de 1991) es una deportista australiana que compitió en judo. Ganó siete medallas en el Campeonato de Oceanía de Judo entre los años 2010 y 2016.

## Palmarés internacional
| Campeonato de Oceanía | Campeonato de Oceanía    | Campeonato de Oceanía | Campeonato de Oceanía |
| Año                   | Lugar                    | Medalla               | Categoría             |
| --------------------- | ------------------------ | --------------------- | --------------------- |
| 2010                  | Canberra (Australia)     | Medalla de plata      | –52 kg                |
| 2011                  | Papeete (Francia)        | Medalla de oro        | –52 kg                |
| 2012                  | Cairns (Australia)       | Medalla de bronce     | –52 kg                |
| 2013                  | Apia (Samoa)             | Medalla de plata      | –52 kg                |
| 2014                  | Auckland (Nueva Zelanda) | Medalla de oro        | –52 kg                |
| 2015                  | Païta (Francia)          | Medalla de oro        | –52 kg                |
| 2016                  | Canberra (Australia)     | Medalla de plata      | –52 kg                |